# Heinrich Grosz

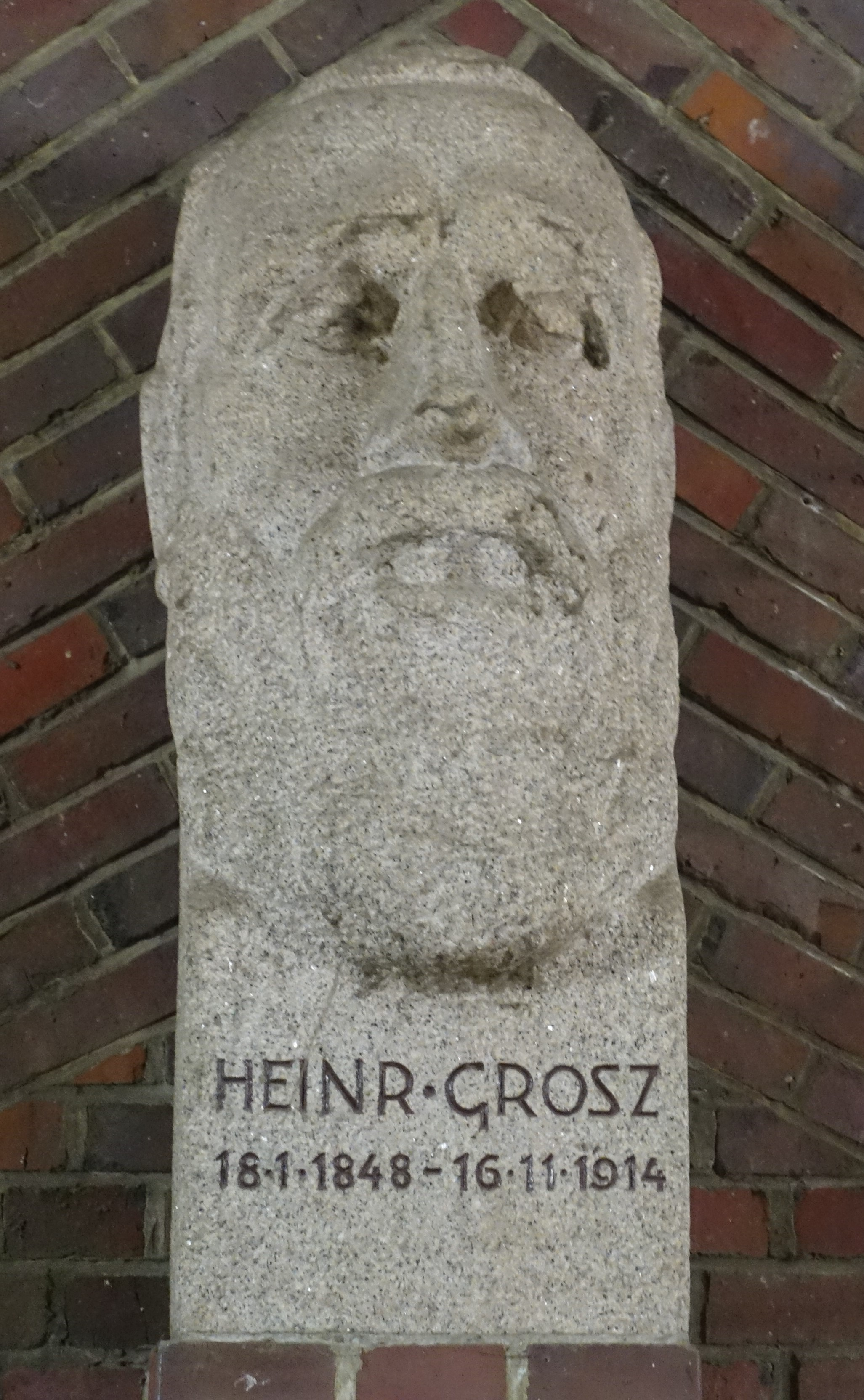
Büste des Gründers im Heinrich-Grosz-Hof

Heinrich Theodor Wilhelm Grosz (Groß) (* 18. Januar 1848 in Hamburg; † 16. November 1914 ebenda) war ein deutscher Gewerkschafter, Redakteur und Gründer der Wohnungsbaugenossenschaft Allgemeine Deutsche Schiffszimmerer-Genossenschaft in Hamburg.

## Leben
Grosz wurde in Hamburg geboren und wuchs vermutlich in prekären Verhältnissen auf, so soll er lediglich die Armenschule besucht haben. Grosz erlernte den Beruf des Schiffszimmermanns in einer Zeit, als noch Holzschiffe gebaut wurden. Um ihre Interessen durchsetzen zu können, schlossen sich die Schiffszimmerer von Hamburg und Umgebung 1871 zu einer Vereinigung zusammen. Zwei Jahre später wurde auf dem Kongress der deutschen Schiffszimmerer vom 8. bis 12. Januar 1873 in Hamburg der Allgemeine Deutsche Schiffszimmererverein gegründet. Im Alter von 27 Jahren übernahm Heinrich Grosz Mitte 1875 die Leitung der Gewerkschaft. Nur wenige Monate später wurde am 18. November 1875 unter seiner Leitung die Allgemeine Deutsche Schiffszimmerer-Genossenschaft zu Hamburg gegründet. Hintergrund war verbreitetes Lohndumping gegen Schiffszimmerer. Bis zur Mitte des 19. Jahrhunderts war der Schiffbau an der deutschen Küste überwiegend Handwerksarbeit in kleinen Werften. Mit der Freigabe als freies Gewerbe und der Übernahme von Schiffbautechnologie aus England entstanden in Deutschland größere Werften, auf denen der Anteil von Tagelöhnern und Arbeitern größer wurde. Damit verbunden war ein Verfall der Löhne, ein weiteres Problem war der beginnende Eisenschiffbau. Mit der Genossenschaft wollten die bisher abhängig Beschäftigten Schiffe auf eigene Rechnung bauen. Das Unternehmen der Schiffszimmerer wurde damit zum Vorbild für andere Berufsgruppen, die ihre Interessen nicht gegenüber den Arbeitgebern durchsetzen konnten und eigene Unternehmen gründeten. So entstanden in Hamburg 1897 die Vereins-Bäckerei zu Hamburg und 1891 die Tabakarbeitergenossenschaft.
Heinrich Grosz verfügte über organisatorisches Geschick, wirtschaftlichen Sachverstand und schriftstellerische Fähigkeiten. Er war Gewerkschafter, Sozialdemokrat und Genossenschafter. In der neuen Unternehmensform der eingetragenen Genossenschaft, die nach der Einführung des Genossenschaftsgesetzes in Hamburg 1869 auch in der Hansestadt errichtet werden konnte, sah Grosz eine Möglichkeit, die Interessen der Arbeiterbewegung durchzusetzen. So engagierte er sich nicht nur in der Schiffszimmerer-Genossenschaft, sondern er gehörte auch zu den Mitbegründern der wenige Wochen später errichteten Genossenschafts-Buchdruckerei zu Hamburg. Hier ließ Grosz fortan seine Geschäftsberichte, Bilanzen und Publikationen drucken. Geschäftsführer der Genossenschaftsbruchdruckerei war August Geib, ein führender Vertreter der Hamburger Arbeiterbewegung. Die Genossenschaft gab überaus erfolgreich das Hamburg-Altonaer Volksblatt heraus, das sich schnell zum auflagenstärksten sozialdemokratischen Blatt in Deutschland entwickelte. Als Geib 1879 mit nur 37 Jahren verstarb, übernahm Heinrich Grosz die Geschäftsführung der Genossenschaftsbuchdruckerei. Die Genossenschaft befand sich zu dieser Zeit schon in einer schwierigen Situation und wurde 1880 liquidiert. Mit der absehbaren Verabschiedung des Sozialistengesetzes 1878 stand das Verbot der Parteizeitung und damit das Ende des Druckereibetriebs bevor. Um das Vermögen zu retten, wurde die Genossenschaftsdruckerei an den bisherigen technischen Leiter Heinrich Dietz verkauft. Bei der Aktion dürfte Heinrich Grosz eine wichtige Rolle gespielt haben, denn nach dem gleichen Muster handelte er bei der ebenfalls vom Verbot bedrohten Gewerkschaft der Schiffszimmerer. Per Beschluss vom 9. September 1878 übertrug der Verein sein Vermögen auf die Schiffszimmerer-Genossenschaft.
Beruflich war Grosz als Redakteur für die von ihm 1878 gegründete Zeitschrift „Schiffbauer-Bote“, das Organ der im Schifffahrtswesen Beschäftigten, tätig. Nach dem Verbot 1888 erfolgte mit „Der Werftarbeiter“ eine Neugründung, für die Grosz ebenfalls arbeitete. Zwei Jahre später wurde der Titel erneut geändert. Später arbeitete Grosz als Kassierer der Hamburger allgemeinen Kranken- und Sterbekasse.
Da der Holzschiffbau keine Zukunft mehr hatte, wurde die Allgemeine Deutsche Schiffszimmerer-Genossenschaft nach der Aufhebung des Sozialistengesetzes auf dem Wohnungsmarkt für ihre Mitglieder tätig. 1890 wurden erste Häuser in Nähe des Hafens in der Wohlwillstraße und Erichstraße mit dem Veräußerungsgewinn aus dem Werftverkauf erworben. Zehn Jahre später wurde die erste eigene Wohnanlage gebaut, die angesichts der guten Ausstattung im Volksmund die Bezeichnung „Arbeiterschloss“ erhielt. Die Bauvorhaben der Schiffszimmerer-Genossenschaft orientierten sich frühzeitig an den Forderungen des Reformwohnungsbaus und setzen damit neue Standards im Wohnungsbau. Die Schiffszimmerer-Genossenschaft ist heute die älteste Genossenschaft in Hamburg und eine der größten Wohnungsbaugenossenschaften vor Ort.
Befreundet war Grosz mit dem bekannten Sozialdemokraten Johannes Wedde. Politisch trat er allerdings nicht mehr in Erscheinung, möglicherweise auch, um Schaden von der Genossenschaft abzuwenden, deren Vorstandsgeschäfte er bis zu seinem Tod führte.

## Anerkennung
Der 1928 in Barmbek-Süd errichtete Wohnblock am Kraepelinweg, Pinelsweg und dem Reyesweg trägt den Namen Heinrich-Grosz-Hof. In Hamburg-Wilhelmsburg wurde die Heinrich-Groß-Straße nach dem Genossenschaftsgründer benannt.

## Veröffentlichungen
- Die Entwicklung des Allgemeinen Deutschen Schiffszimmerer Vereins, Hamburg 1878.
- Die Deutschen Schiffszimmerer und ihre gegenwärtige Lage, Hamburg 1877.
- Zur Geschichte des Kranzhauses: mit Bezug auf die Entwickelung der Central-Kranken-Unterstützung- und Sterbe-Casse der Deutschen Schiffbauer, Hamburg 1887.
- Die Geschichte der Deutschen Schiffszimmerer mit besonderer Berücksichtigung der hamburgischen Verhältnisse; ein Mahnwort an alle im Schiffbauer-Gewerbe beschäftigten Arbeiter, sich zu einer gewerkschaftlichen Organisation zusammenzuschließen, Stuttgart o.J, Dietz-Verlag 1896. 2. Auflage 1907 von der Schiffszimmer-Genossenschaft